# ウィリアム・コリンズ (画家)
ウィリアム・コリンズ（William Collins、1788年9月18日 - 1847年2月17日）はイギリスの画家である。風俗画、風景画を描き、19世紀前半に人気作家であった。
推理小説『月長石』の作者、ウィルキー・コリンズの父親である。

## 略歴
ロンドンで生まれた。父親はアイルランド生まれの絵画商、著述家で、子供時代に美術の才能を示したコリンズは父親の友人の動物画家、ジョージ・モーランドから絵画を学んだ。1807年にロイヤル・アカデミー・オブ・アーツの美術学校に入学した。1809年にアカデミーの展覧会で銀賞を得た。1814年にアカデミーの準会員、1820年に正会員に選ばれた。
1812年に父親が没するが、すでに画家として高い評価を得ていて、その作品は高額で取引された。コリンズの絵のパトロンとなったのは首相となった、ロバート・ピールやロバート・ジェンキンソンらの貴族や国王ジョージ4世がいた。
1822年に肖像画家、マーガレット・サラ・カーペンターの姉、ハリエット・ゲデス(1790-1868)と結婚した。2人の息子が生まれ、兄は小説家になったウィルキー・コリンズで、父親の伝記も執筆した。弟のチャールズ・オルストン・コリンズはラファエル前派のスタイルの画家として活動した後、文筆家として活動した。
1828年にオランダ、ベルギーを旅し、1836年から1838年の間はイタリアを旅し、イタリアの風景を描いた作品が代表作となった。

## 作品

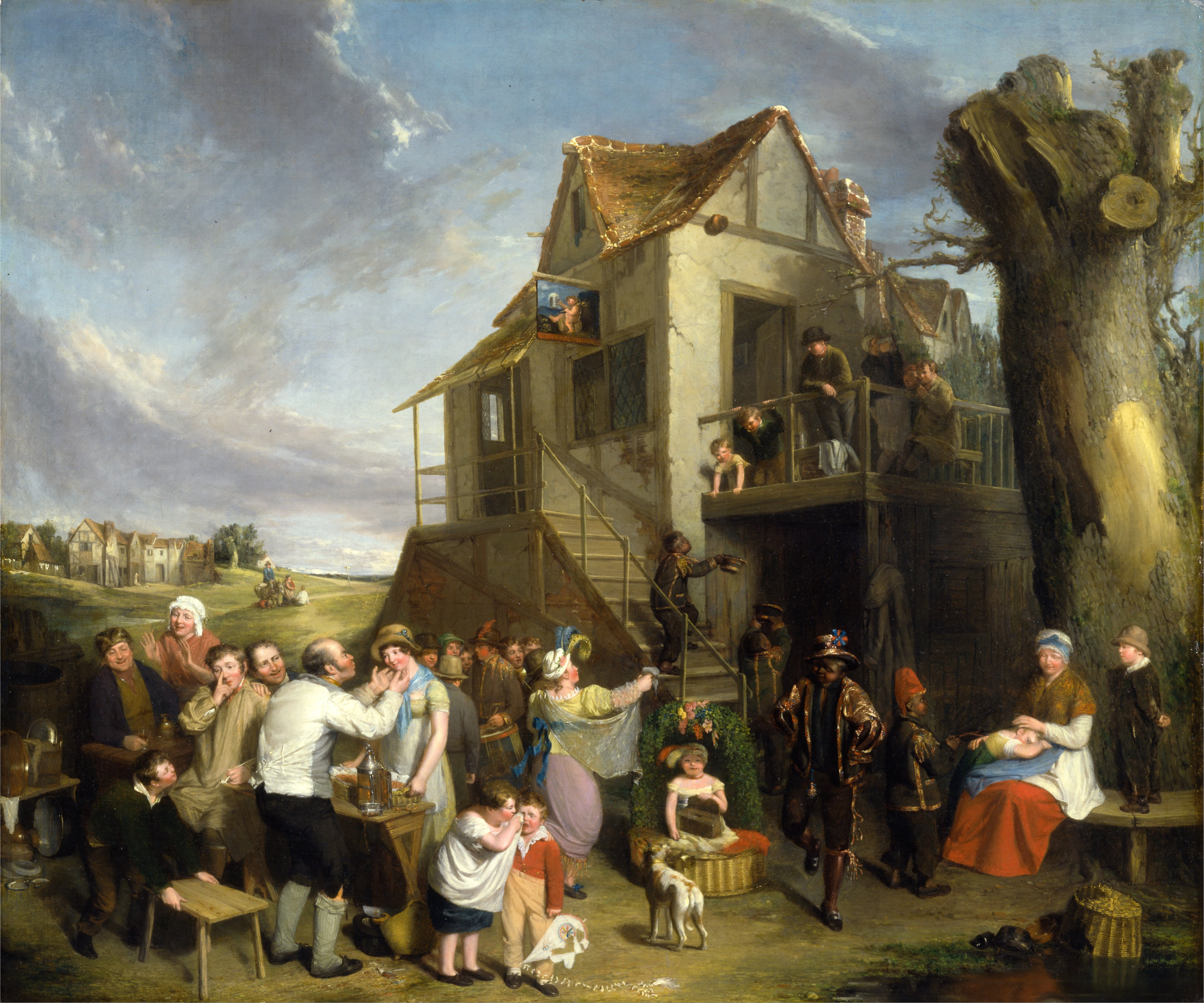
May Day (1811- 1812)
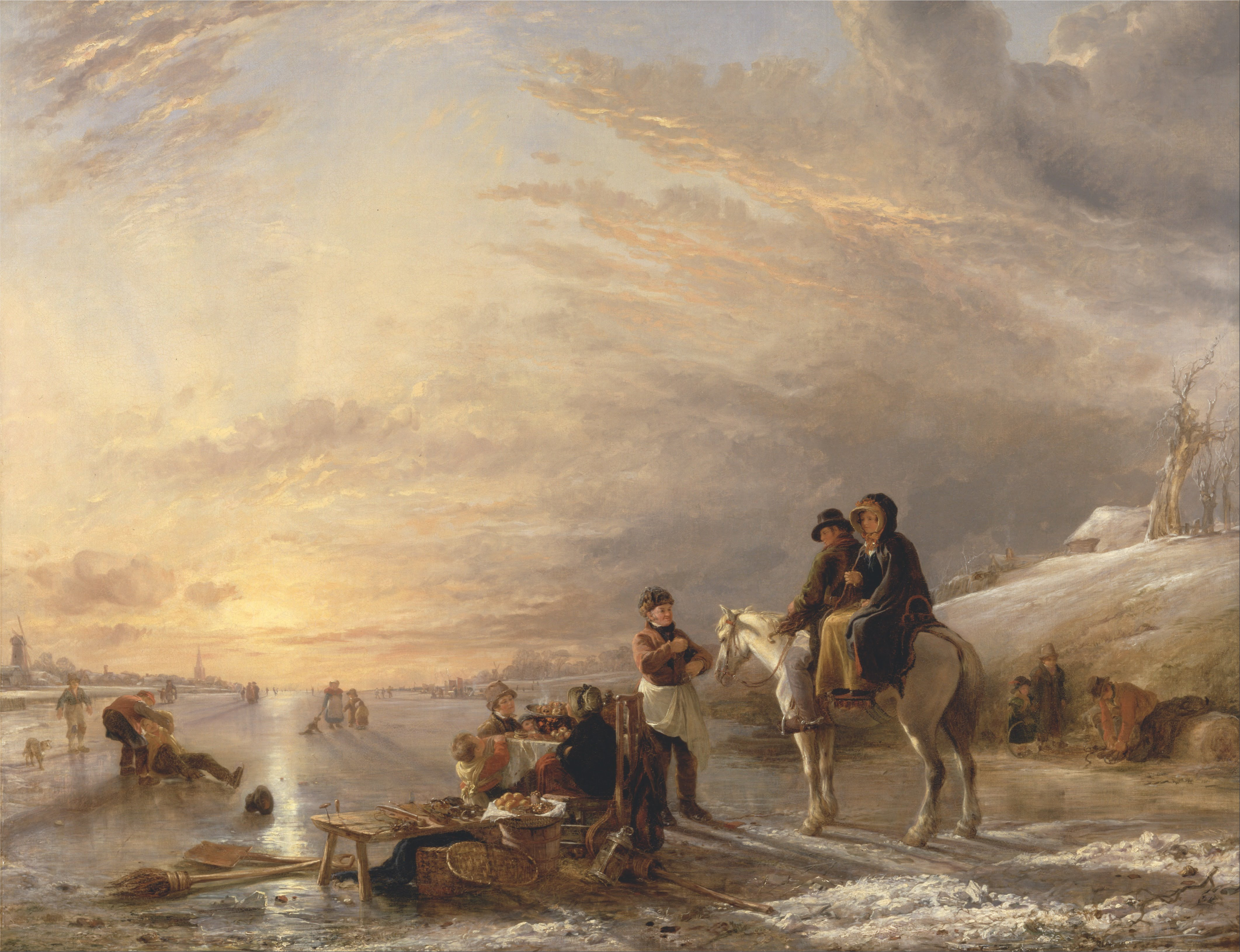
Frost Scene(1827)
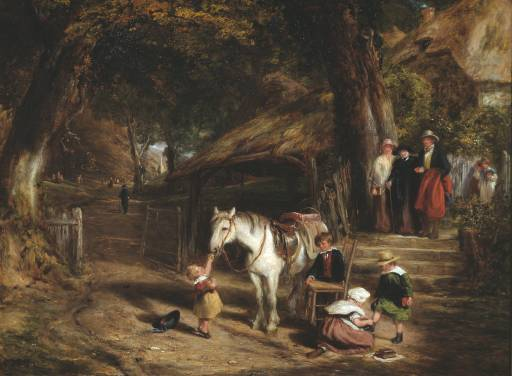
Sunday Morning (1836)
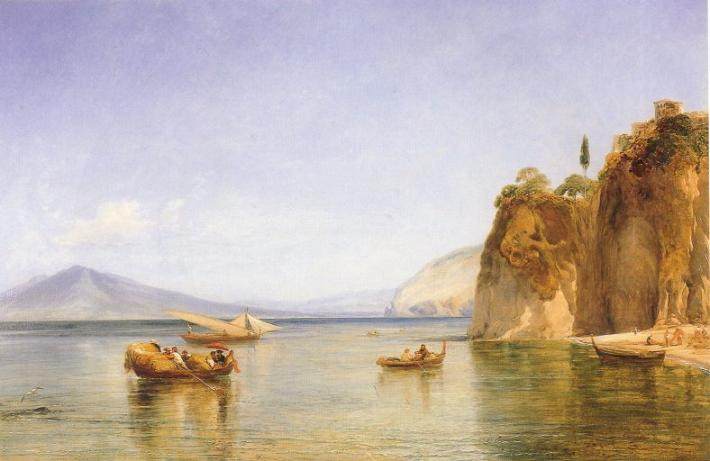
Caves of Ulysses (1841)
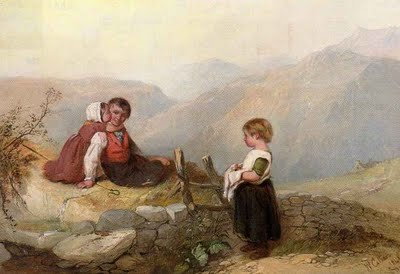
Children on a mountain top
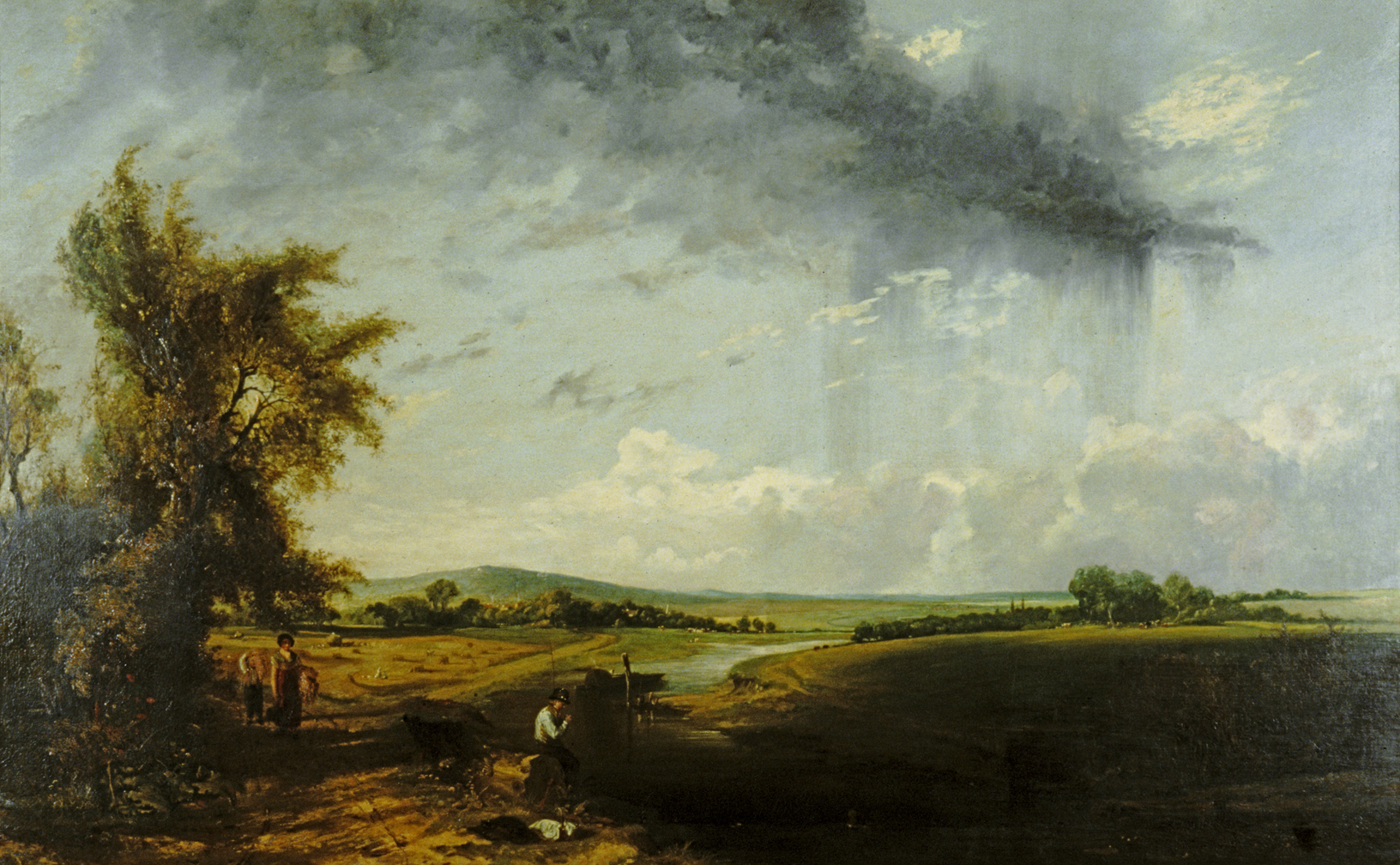
A Harvest Shower (c.1815)